# Тото Тернер (стадион)
Тото Тернер (ивр. איצטדיון טוטו טרנר‎, англ. Toto Terner Stadium) — футбольный стадион в Беэр-Шеве в Израиле. Домашний стадион команды «Хапоэль» (Беэр-Шева), выступающей в Премьер-лиге чемпионата Израиля.
Стадион назван в честь Якова Тернера, 7-го мэра города Беер-Шевы (1998—2008), и основного спонсора проекта — спортивной лотереи Тото.
Стадион открыт в сентябре 2015 года и используется взамен старого стадиона «Васермиль». Вместимость стадиона 16 126 мест, рядом со стадионом располагаются 2 600 парковочных мест. Стадион соответствует 4-й категории УЕФА.

## История
Открытие стадиона было запланировано к началу сезона 2015/16 года в израильской Премьер-лиге. Было продано около 12 000 абонементов, однако к началу турнира в августе 2015 года стадион ввести в эксплуатацию не успели. Поскольку старый стадион «Васермиль» уже был закрыт, первый матч в сезоне в статусе хозяев поля «Хапоэль» (Беэр-Шева) провела на стадионе Тедди в Иерусалиме. Первый матч состоялся на вновь открытом стадионе только 21 сентября 2015 года. «Хапоэль» (Беэр-Шева) сыграла с командой «Маккаби» (Хайфа) вничью 0:0.
Первый гол на стадионе был забит на 4-й минуте матча «Хапоэль» (Беэр-Шева) — «Маккаби» (Петах-Тиква) 3 октября 2015 года нападающим хозяев поля Энтони Нвакаеме. Этот матч закончился со счётом 5:2 в пользу хозяев поля.
Первый международный матч на стадионе в рамках Лиги Чемпионов УЕФА (отборочный раунд) состоялся 12 июля 2016 года. «Хапоэль» (Беэр-Шева) принимал клуб «Шериф» из Молдовы, Тирасполь и победил со счётом 3:2.
Сезон открытия стадиона 2015/16 стал победным для домашней команды «Хапоэль» (Беэр-Шева), ставшей чемпионом Израиля. В Чемпионате и Кубке страны команда здесь не проиграла ни одного матча. Лишь в Кубке Тото, третьем по значимости турнире, был зафиксирован проигрыш по пенальти.
Почти во всех матчах стадион заполнялся более чем на 90 процентов.
Первое поражение на стадионе хозяева поля потерпели 9 августа 2016 года от команды «ФК Ашдод» 0:1 в рамках розыгрыша Кубка Тото (групповой этап), причём этот матч для беэр-шевцев ничего не решал, они досрочно завоевали путёвку в следующий этап турнира.
Летом 2020 года из-за изъянов в конструкции крыши городские власти признали стадион аварийным, в сезоне 2020/2021 команда будет играть на стадионе Тедди.

## Галерея

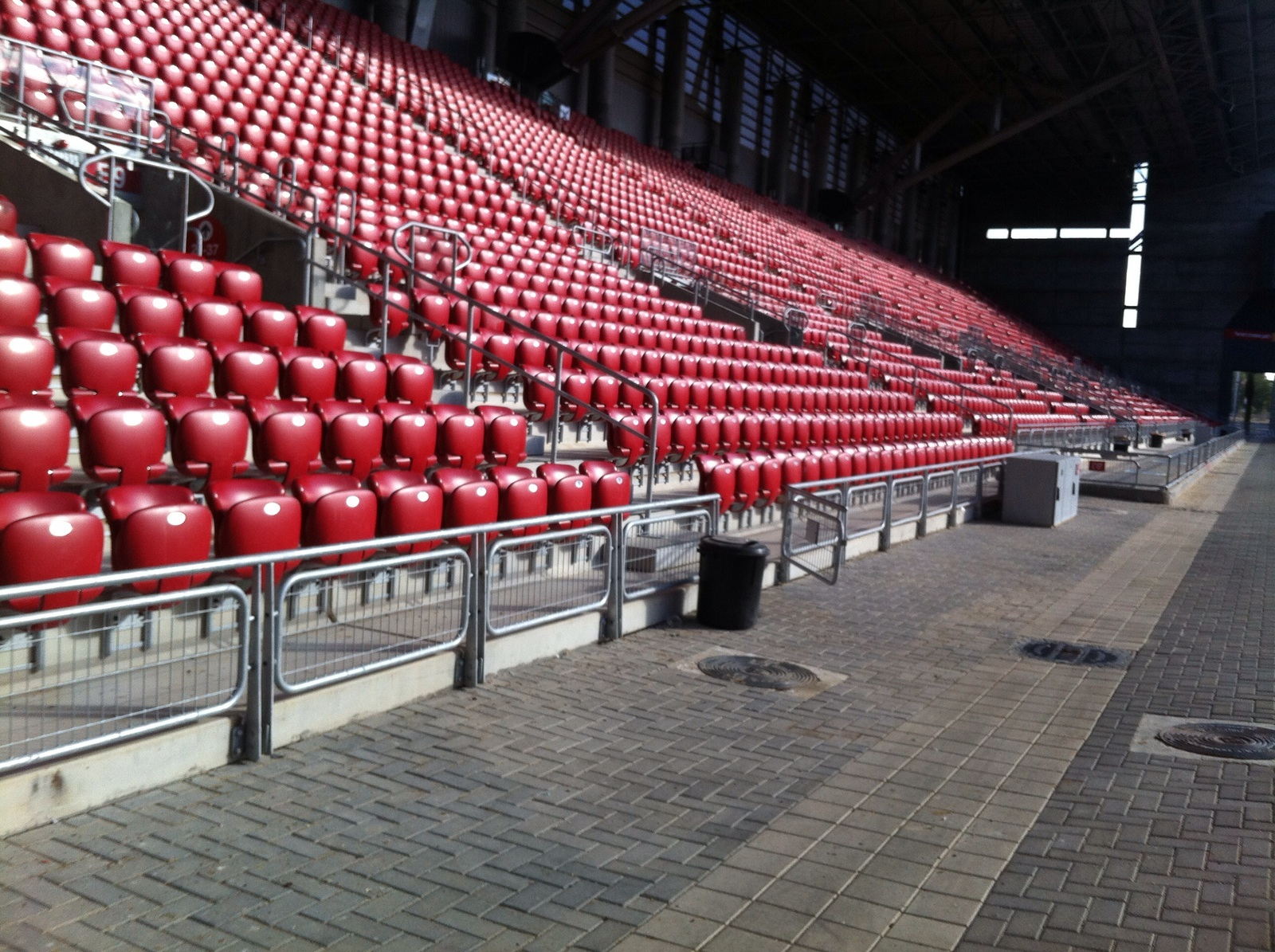
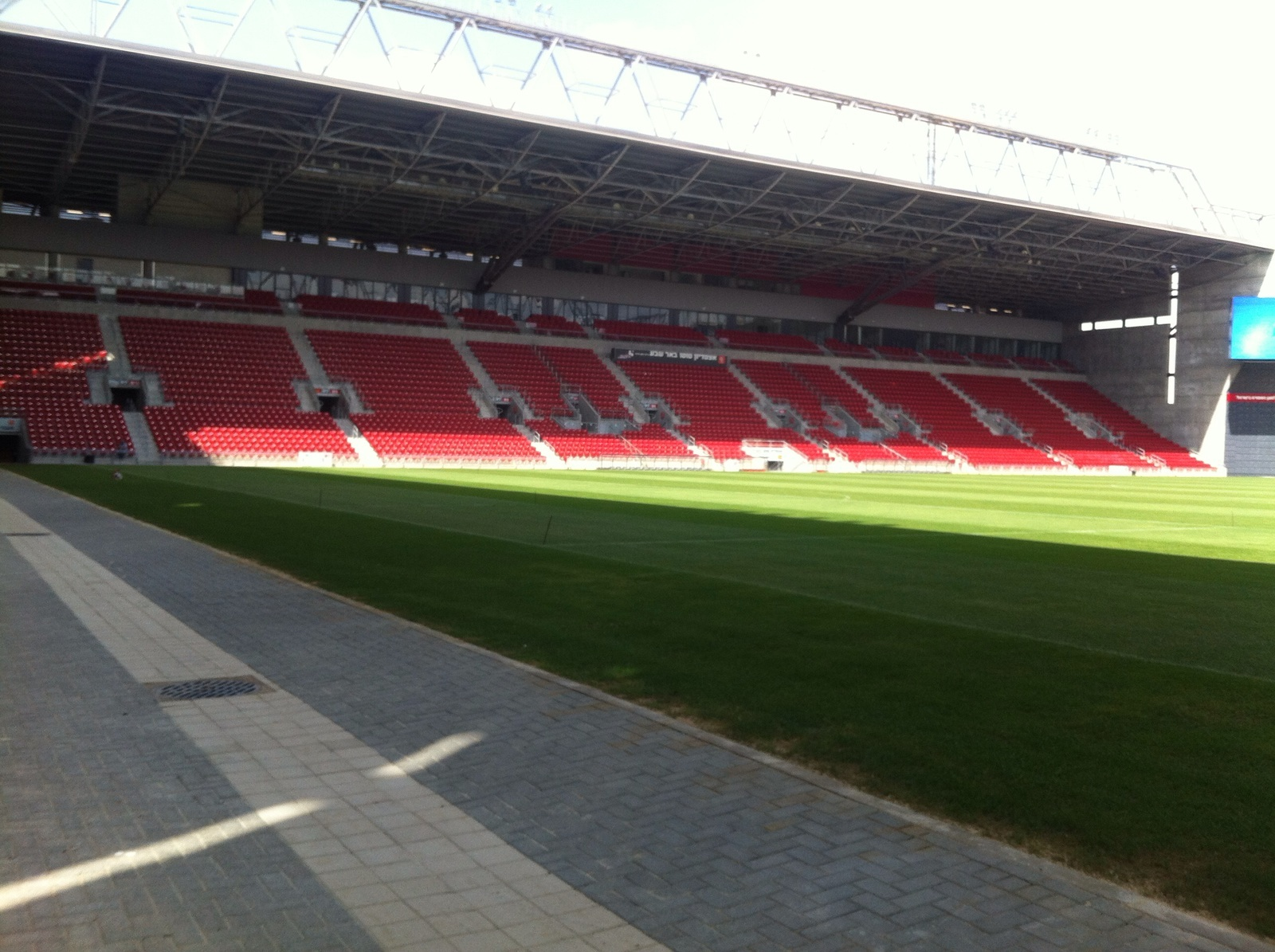